# San Guillermo (Isabela)
San Guillermo é um município de  quarta classe de renda municipal (d) na província Isabela, nas Filipinas. De acordo com o censo de 1 de maio  de  2020 possui uma população de 20 915 pessoas e 4 989 domicílios.